# Eugenio IV
Eugenio IV (Venecia, 4 de marzo de 1383-Roma, 23 de febrero de 1447), fue el papa 207.º de la Iglesia católica entre 1431 y 1447.

## Primeros años de vida
De nombre Gabriele Condulmer, nació en Venecia, en el seno de una familia de mercaderes adinerados. 
Distribuyó 20 000 ducados a los pobres y dando la espalda al mundo entró en el monasterio agustiniano de San Jorge en su ciudad natal. 
Ya en la Orden de Canónigos Regulares de San Giorgio in Alga surgió como una figura prominente durante el pontificado de su tío, el papa Gregorio XII, quien lo nombró obispo de Siena, lo que provocó la repulsa de la clase política de la ciudad, contraria al nombramiento de un obispo extranjero de 24 años. Condulmer renunció al puesto, convirtiéndose entonces en el tesorero papal de su tío, cardenal de las basílicas de San Marcos y San Clemente, y luego cardenal de la basílica de Santa María en Trastevere.

## Pontificado
Le fue de mucha utilidad al papa Martín V, lo que lo llevó a ser rápidamente elegido como su sucesor. Fue coronado en Roma el 11 de marzo de 1431. Antes de su elección firmó un acuerdo por escrito con los cardenales, en el cual se comprometía a distribuirles la mitad de las ganancias de la Iglesia y, en adición, prometió consultarles sobre todo tipo de cuestiones de importancia, tanto espirituales como temporales.
Los tiempos eran difíciles: El movimiento conciliarista, que proclamaba que el Concilio era superior al Papa, se hallaba en su apogeo. La insuficiencia de las reformas intentadas por el Concilio de Constanza habían aumentado el malestar y la insatisfacción. Los husitas se mostraban victoriosos e irreductibles. Muchos esperaban la solución de estos males del Concilio de Basilea, convocado por Martín V poco antes de su muerte. Desde el primero hasta el último día de su pontificado, Eugenio IV tendría frente a sí un Concilio antipapal. El conflicto era inevitable.

### Conflicto con la familia Colonna

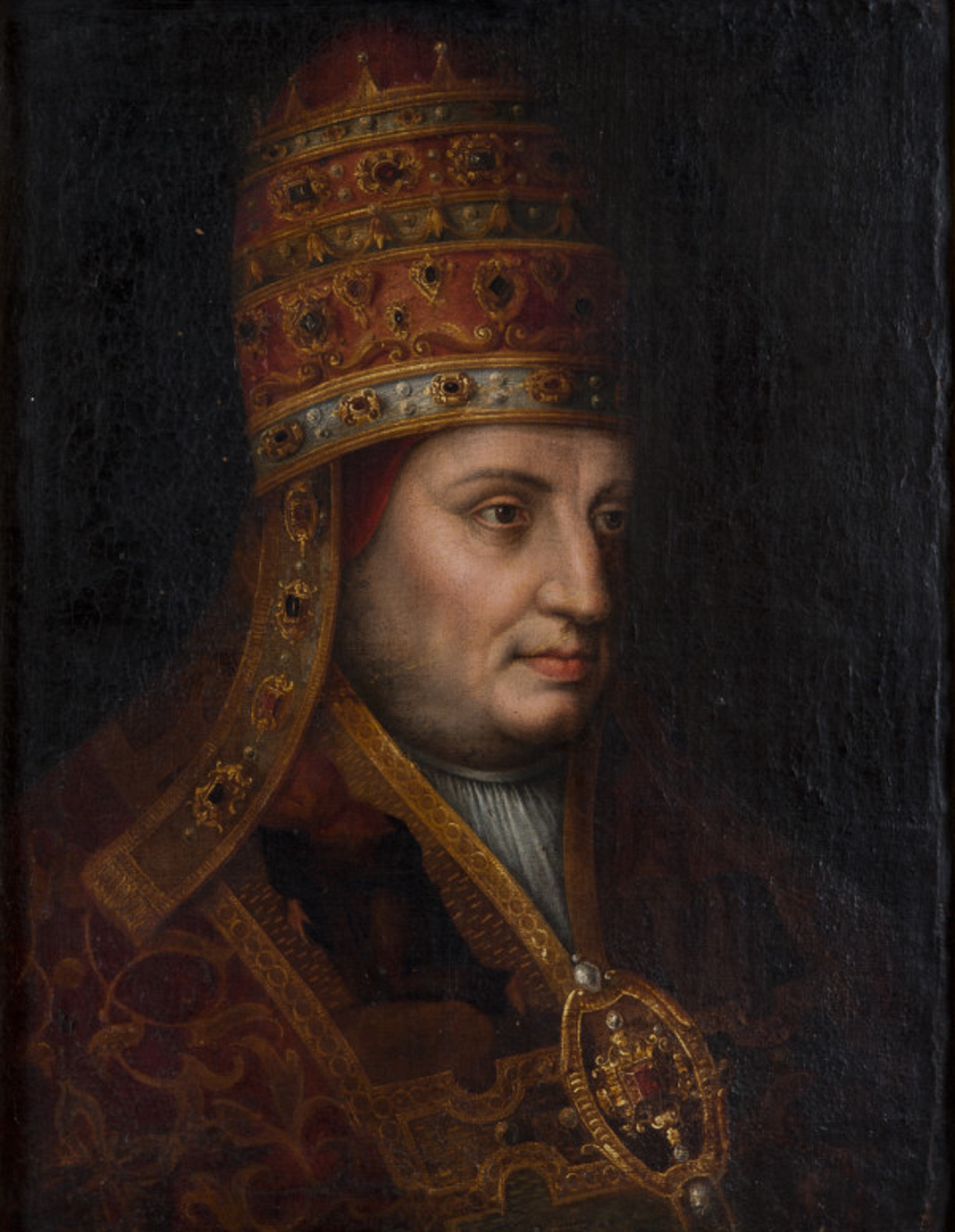
Amadeo VIII de Saboya como el antipapa Félix V

Eugenio IV continuó en el trono con la simple rutina de la vida monástica, dando muy buen ejemplo por su austeridad y verdadera piedad. Además de ser un acérrimo opositor al nepotismo.
Al tomar la Silla Papal, las medidas violentas en contra de las numerosas relaciones establecidas con los Colonna por su predecesor, el papa Martín V, lo llevaron a tener una seria confrontación con esta poderosa familia de Roma. La confrontación no duró mucho, y se organizó una paz en virtud de la cual los Colonna rendirían sus castillos y pagarían una indemnización.
En Roma, los enemigos del papa fomentaban una revolución en mayo de 1434. Eugenio IV, disfrazado de monje, escapó por el Tíber hacia Ostia, desde donde los amigables florentinos le llevaron a su ciudad y le recibieron con una ovación. Residió en el convento dominicano de Santa María Novella. 
Envió a Vitelleschi, militante obispo de Recanati, para restaurar el orden en los Estados Pontificios.
Durante su estancia en la capital toscana, Eugenio IV consagró la hermosa catedral, recientemente terminada por Filippo Brunelleschi (25 de marzo de 1436).

### Eugenio IV y el Concilio de Basilea

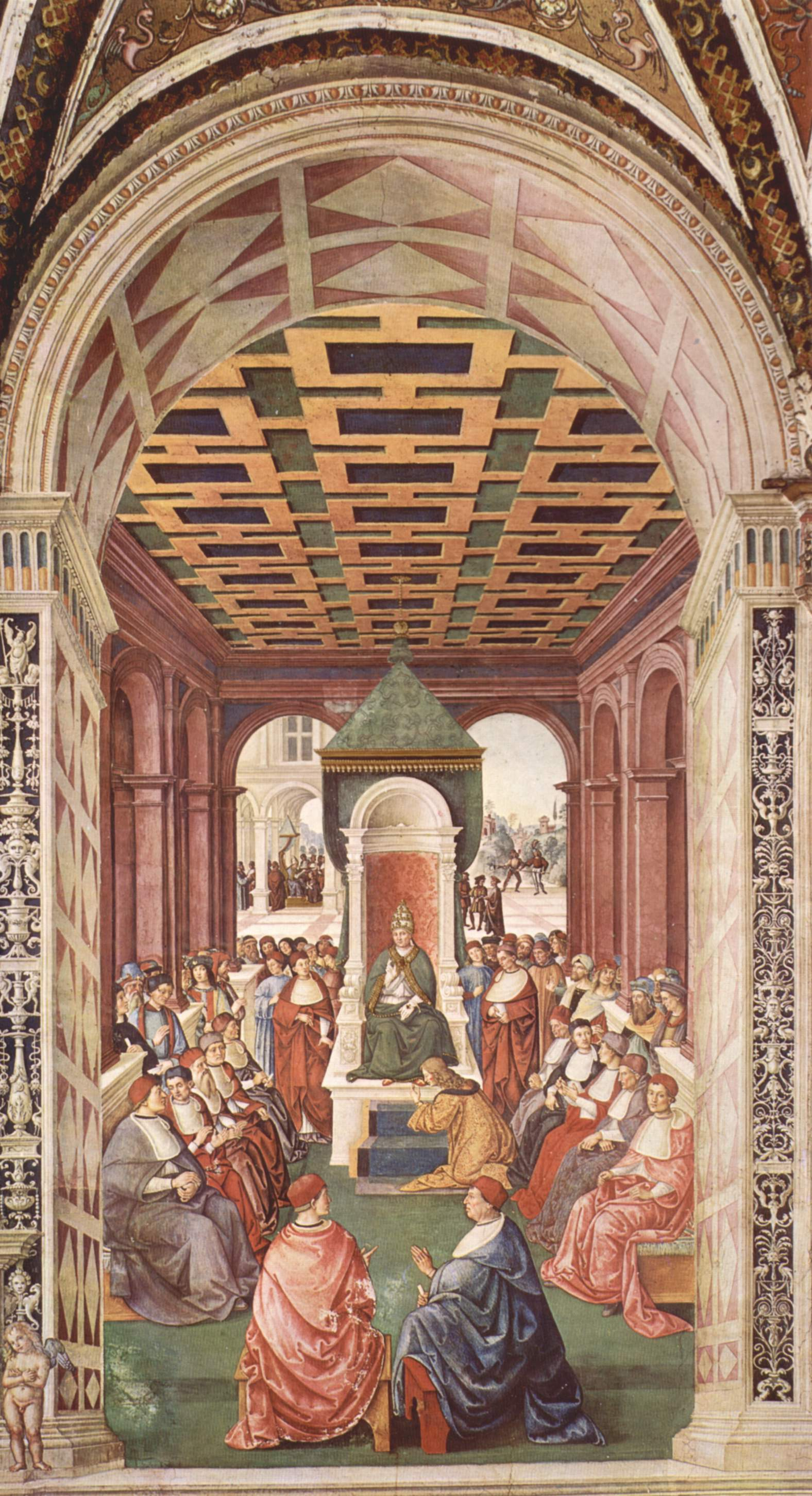
Eugenio IV rodeado de prelados, entre ellos Enea Silvio Piccolomini, secretario del antipapa Félix V en 1445
(fresco de Pinturicchio, 1507; Biblioteca Piccolomini, Catedral de Siena)

Pero el hecho de mayor importancia en el pontificado de Eugenio IV fue la gran lucha entre el papa y el Concilio de Basilea, parte del histórico movimiento conciliar. El 23 de julio de 1431, su legado dio apertura al concilio, el cual había sido convocado por Martín V, pero, al no confiar en sus propósitos y al observar la poca asistencia, el papa redactó una bula el 18 de diciembre de 1431, disolviendo así el concilio y convocando a otro para que se reuniera en Bolonia 18 meses después. El concilio hizo frente a estas expresiones prematuras de prerrogativa papal. En esto tenían el apoyo de todos los poderes seculares, y el 15 de febrero de 1432 reafirmaron la doctrina galicana de la superioridad del concilio sobre el papa.

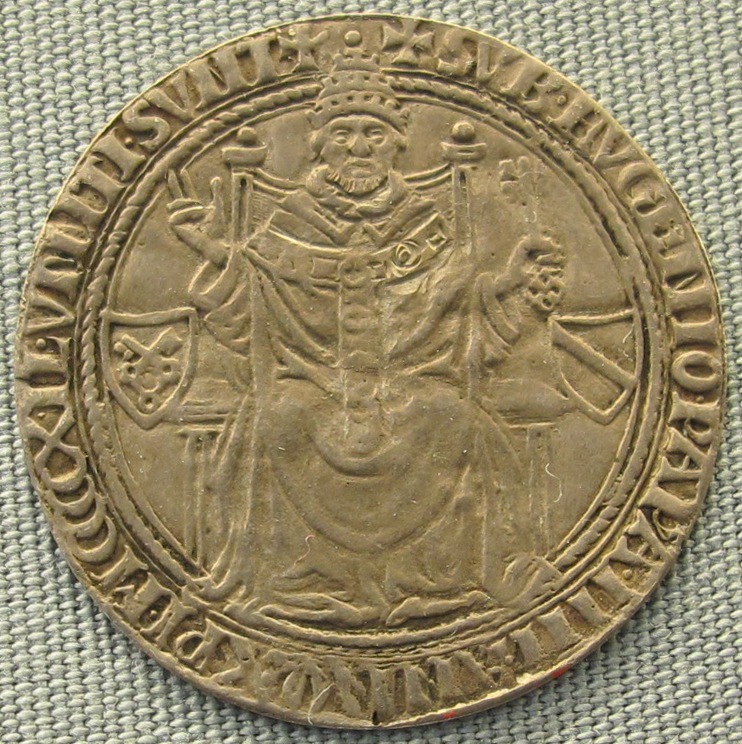
Moneda con la efigie de Eugenio IV, c. 1439

La autoridad del concilio era completamente subversiva de la constitución divina de la iglesia. Al abolir todas las fuentes de los recursos papales y restringir de toda forma posible las prerrogativas, trataban de reducir el poder del Pontífice a una mera sombra.
Eugenio IV publicó el 18 de septiembre de 1437 una bula en la que trasladaba el concilio a Ferrara. Pero el concilio declaró inválida esa bula y amenazó con deponer al papa. Ante esa evidente muestra de hostilidad, los líderes mejor dispuestos (como los cardenales Cesarini y Cusa) les abandonaron y fueron a Ferrara, donde se reunió el concilio.
En 1435, mediante la bula papal Sicut dudum, Eugenio IV manda liberar a los esclavos que acepten ser bautizados en las Islas Canarias.
El 25 de junio de 1439, el disminuido concilio de Basilea pronunció su deposición. El pontífice fue acusado de conducta herética respecto al concilio ecuménico. Sus integrantes, ahora reducidos a un cardenal y once obispos, eligieron a un antipapa, el duque Amadeo VIII de Saboya (Félix V).
Mientras tanto en Ferrara, el 5 de julio de ese año se daba el decreto de unión con la Iglesia oriental, lo que aumentó mucho el prestigio papal. La unión con los griegos fue seguida por la de los armenios, el 22 de noviembre, la de los jacobitas en 1443 y de los nestorianos en 1445. Tras una prolongada y dramática lucha, obtuvo finalmente la victoria, el concilio proclamó el primado universal del romano pontífice. Eugenio IV tuvo el consuelo de ver a todo el mundo cristiano, al menos en teoría, obediente a la Santa Sede.

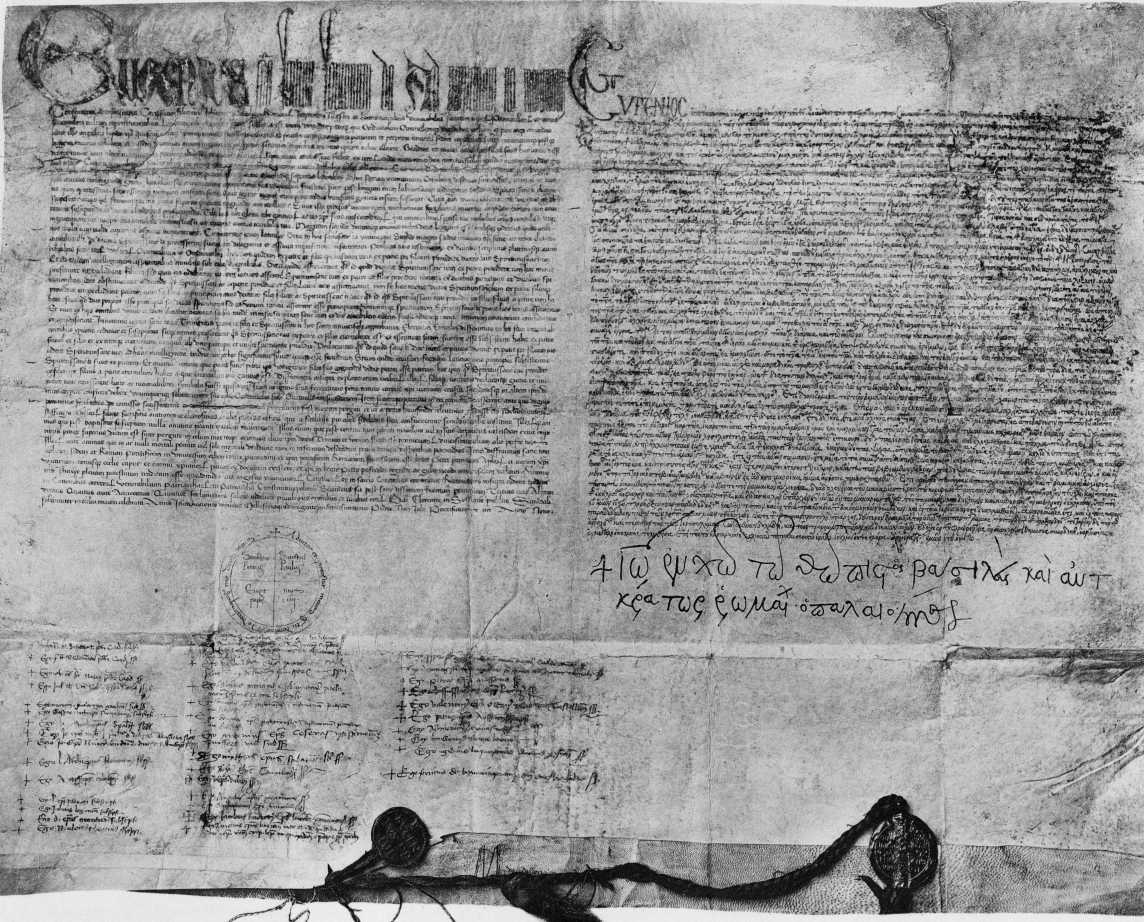
La bula Laetentur Caeli, del 6 de julio de 1439, promulga la unión de las iglesias griega y latina

Protegió las congregaciones de benedictinos reformados de Santa Justina de Padua y San Benito de Valladolid, secundando las reformas de los dominicos, franciscanos y agustinos. Se rodeó de santos (Francisca Romana, Antonio de Florencia y Juan de Capistrano) y, además, fomentó la Reconquista española. 
Fue uno de los primeros impulsores del movimiento renacentista. Llamó junto a sí a los artistas más ilustres de Italia y aun del extranjero como Fra Angélico, Pisanello, Fouquet, Donatello y Ghiberti.
En 1441, a petición del arzobispo de Burdeos, creó un Studium Generale (teología, derecho, medicina y artes), bajo la autoridad de Pey Berland, que será el origen de la Universidad de Burdeos.
Entró victoriosamente en Roma el 28 de septiembre de 1443 tras casi diez años en el exilio. Durante el resto de su pontificado, se dedicó a mejorar la triste condición de la ciudad y a consolidar su autoridad espiritual entre las naciones de Europa.
Tiene el innegable mérito de haber infligido al conciliarismo un golpe del que ya no se repuso. Por eso parece acertado el juicio de P. Moncelle:  

Un papa a quien la historia puede contar entre los más grandes.
P. Moncelle (DTC, V,1496)

Falleció en Roma el 23 de febrero de 1447.

## Eugenio IV en la literatura
Las profecías de San Malaquías se refieren a este papa como Lupa Cælestina (Loba celestina) y recogen que, antes de su pontificado, fue obispo de Siena, en cuyo escudo de armas figura una loba.

## En la cultura popular
Eugenio IV fue interpretado por el actor David Bamber en la primera temporada de la miniserie Medici: Masters of Florence.

## Sucesión
| Predecesor: Guglielmo da Siena    | Obispo de Siena 1407 - 1431                                  | Sucesor: Antonio Casini             |
| Predecesor: Berenguer d'Anglesola | Cardenal presbítero de San Clemente 1408 - 1411              | Sucesor: Branda Castiglione         |
| Predecesor: Rinaldo Brancaccio    | Cardenal presbítero de Santa Maria en Trastevere 1427 - 1431 | Sucesor: Gerardo Landriani Capitani |
| Predecesor: Martín V              | Papa 3 de marzo de 1431 - 23 de febrero de 1447              | Sucesor: Nicolás V                  |